# Partido de Acción Renovadora
El Partido de Acción Renovadora fue un partido político salvadoreño fundado en 1949 por el coronel José Ascencio Menéndez, un militar que había hecho su carrera como diplomático y funcionario público, considerado de tendencia democratizadora. 
Su objetivo era presentarse como candidato opositor en las elecciones de 1950 en contra del mayor Óscar Osorio, el líder de los golpistas que habían derrocado en 1948 al presidente Salvador Castaneda Castro. En las elecciones se daría como ganador de los comicios a Osorio, quien corría por el Partido Revolucionario de Unificación Democrática (PRUD), fundado en 1945.
En los comicios de 1956 el PAR presentó como candidato a Enrique Magaña Menéndez. El vencedor fue el coronel José María Lemus, candidato oficial. Durante ese periodo, el PAR comenzó a encontrar apoyo entre los obreros artesanales. En 1960 logró su primer y único triunfo electoral: tras una serie de elecciones municipales calificadas como fraudulentas, en las que el partido oficial siempre resultaba ganador, las autoridades electorales le entregaron la Alcaldía Municipal de San Salvador, la primera vez que una agrupación opositora obtenía el gobierno capitalino.
El PAR comenzó a sufrir infiltraciones por parte de los recién fundados Partido Demócrata Cristiano (El Salvador) (1960) y el oficialista Partido de Conciliación Nacional (1961), así como de sindicalistas cercanos al Partido Comunista Salvadoreño. El PAR sufrió serias pugnas internas, y el coronel Menéndez lo disolvió, aunque conservó el registro ante el Consejo Central de Elecciones.
En 1966, con la aquiescencia de Menéndez, el PAR fue reactivado para participar en las elecciones presidenciales de 1967. Aunque su dirigencia estaba formada en su mayoría por profesionales independientes, entre ellos catedráticos y funcionarios de la Universidad de El Salvador, era clara la participación del PCS, lo cual puso en guardia al gobierno militar, que trató de disolverlo legalmente. La iglesia católica, a través del obispo Pedro Arnoldo Aparicio y Quintanilla, prohibió la participación de los católicos en el PAR y declaró la excomunión de sus militantes.
El PAR marcó una importante pauta en la historia electoral de El Salvador. Por primera vez, una agrupación política electoral presentaba un programa de gobierno estructurado, que incluía un plan de reforma agraria (preparado por el economista Rafael Menjívar Larín), leyes favorables a los trabajadores y serias reformas fiscales.
Los candidatos por el PAR en los comicios de 1967 fueron el rector de la UES, Fabio Castillo Figueroa, para la presidencia, y el jurista Jesús Góchez Castro, para la vicepresidencia.
Tras las elecciones, el PAR fue legalmente cancelado por las autoridades. Ese mismo año, sus militantes presentaron una solicitud para crear el Partido Revolucionario (PR) ante en Consejo Central de Elecciones, pero fue rechazada.

### Elecciones presidenciales
|  | 43.55 % |

|  | 1.62 % |

|  | 14.43 % |

|  | 0.34 % |

### Elecciones parlamentarias
|  | 43.55 % |

|  | 12.27 % |

|  | 18.78 % |

|  | 15.35 % |

|  | 6.89 % |

|  | 0.31 % |

|  | 0.54 % |